# Michele Abbate (politico 1934)
Michele Abbate (Airola, 3 luglio 1934 – Airola, 2 luglio 2012) è stato un politico italiano.